# Saratak
Saratak (en arménien Սարատակ) est une communauté rurale du marz de Shirak en Arménie. En 2008, elle compte 1 416 habitants.